# 忠盛 (小惑星)
忠盛（ただもり、4374 Tadamori）は、小惑星帯にある小惑星である。
1987年1月、鈴木憲蔵と浦田武が愛知県豊田市で発見した。

## 名称
平安時代末期の武将で、平清盛の父である平忠盛（1096年 - 1153年）にちなむ。
忠盛の命名は1992年2月であるが、これと同時に『平家物語』に登場する平安時代末期（保元・平治の乱から源平合戦にかけて）の人物の名が、浦田が発見に関わった多くの小惑星に命名された。特に、小惑星番号が連番になっている4つの小惑星には、
- (4374) 忠盛
- (4375) 清盛
- (4376) 重盛
- (4377) 維盛

と平家の親子四代の名が付けられた。このほか、忠盛関係の人物では
- (4945) 池禅尼：妻
- (4402) 経盛：三男

も小惑星に命名されている。